# Caletodraco
Caletodraco (лат.) — род тероподных динозавров из семейства абелизаврид (Abelisauridae), описанный по ископаемым остаткам из верхнемеловых (нижнесеноманских) отложений Пэи-де-Ко (Chalk of the Pays de Caux) во Франции. Включает единственный вид — Caletodraco cottardi.

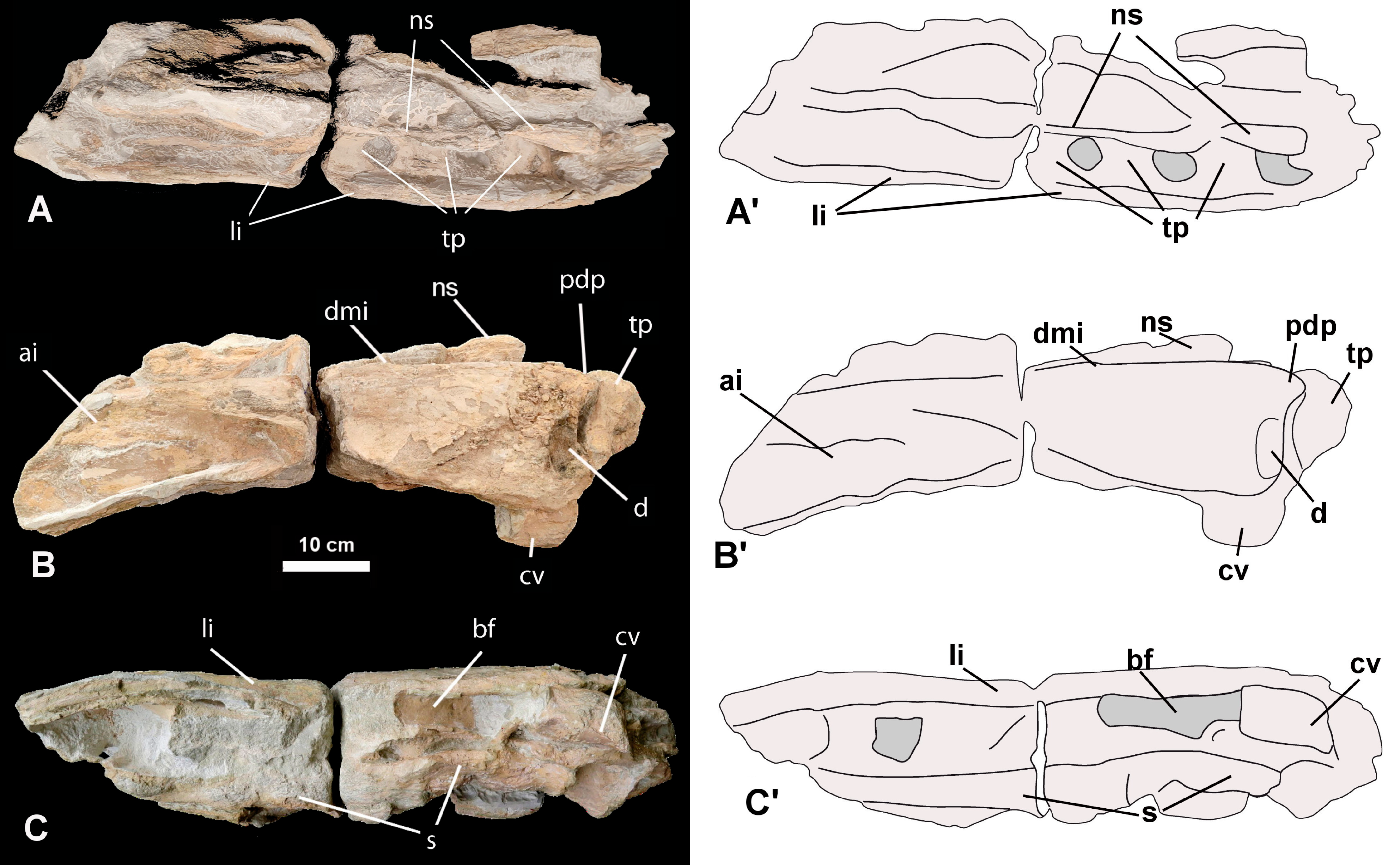
Голотип

## Открытие

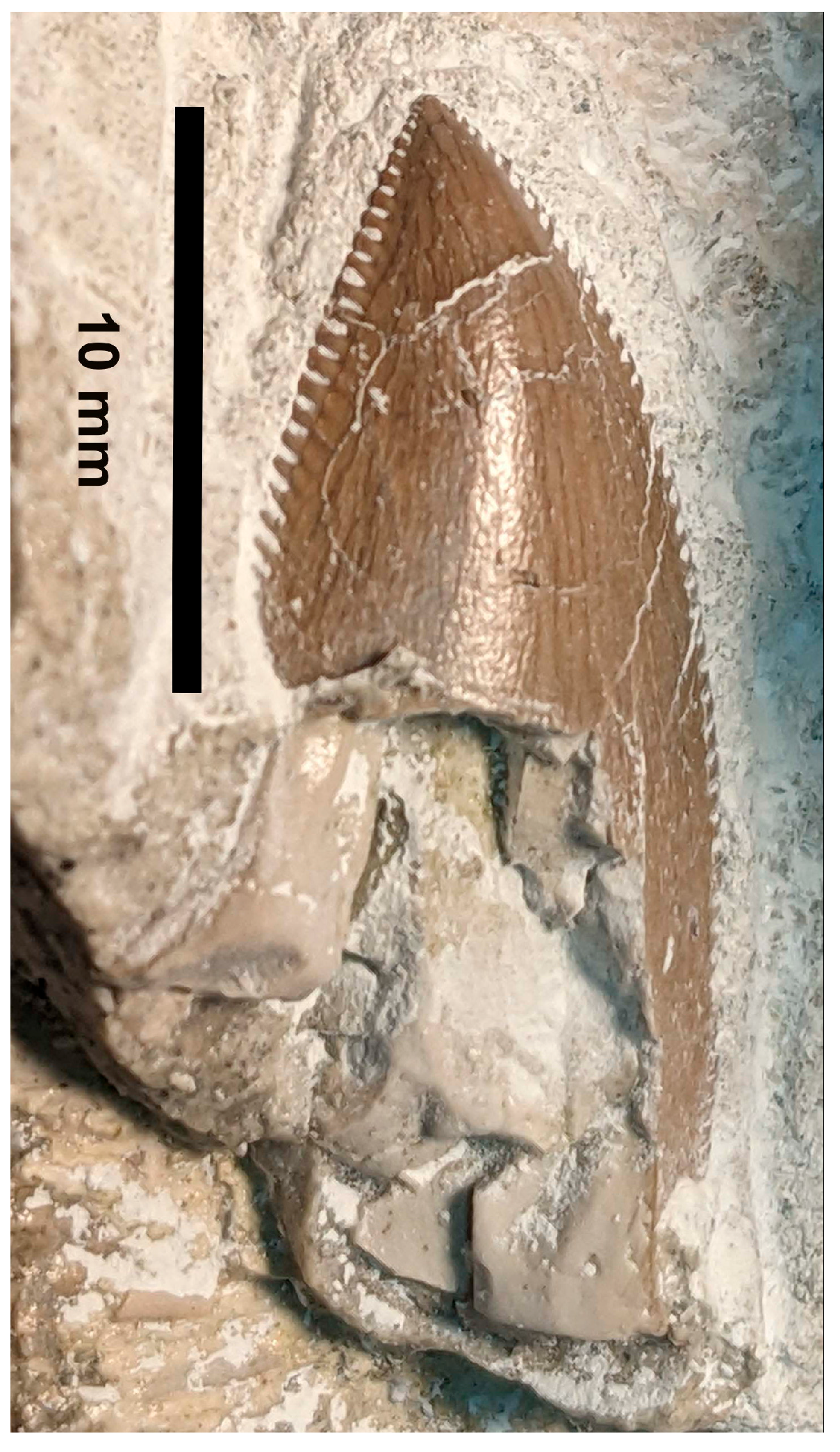
Зуб, возможно принадлежавший Caletodraco

Голотип (MHNH 2024.1.1.) был собран во время двух экспедиций 2021 и 2023 годов. Он включает в себя крестец, неполную подвздошную кость, первый хвостовой позвонок и фрагменты неопределимых плохо сохранившихся костей (возможно, рёбер). Кроме того, близ остатков был найден изолированный зуб, возможно, принадлежавший животному.
Caletodraco был описан как новый род абелизаврид в 2024 году. Родовое название образовано объединением этнонима кельтского племени калетов, жившего в окрестностях местонахождения (территория современной Нормандии, Франция), с латинским словом draco, что означает «дракон». Видовое название cottardi дано в честь Николя Коттара (Nicolas Cottard), обнаружившего голотип.

## Описание
Caletodraco был сопоставим по размеру с другим европейским абелизавридом скорпиовенатором. Длина подвздошной кости обоих таксонов составляет около 70 сантиметров, а длина первого хвостового позвонка — около 10 сантиметров. Аутапоморфией, отличающей Caletodraco от других членов группы, является форма поперечного отростка хвостового позвонка.

## Классификация
Авторы описания отнесли род к кладе Furileusauria, входящей в состав семейства абелизаврид. Это первый описанный представитель группы, окаменелые остатки которого были найдены за пределами Южной Америки.